# 瑞斯·海利
瑞斯·詹姆斯·埃維特-海利（英語：Rhys James Evitt-Healey；1994年12月6日—）是一位英格蘭足球運動員。在場上的位置是前鋒。現效力於英冠球隊哈特斯菲，曾效力於卡迪夫城足球俱樂部。他的足球生涯開始于康納斯碼頭足球俱樂部。